# 葉貽銓
葉貽銓，字子衡，世称叶子横，日本籍，是富翁葉澄衷之第四個兒子，浙江鎮海庄市人。少年時在上海讀書，愛文學，跟私家英國教師學西洋文化。他還曾在上海圣约翰大学学医，导师是颜福庆。1899年葉貽銓與二哥葉貽釗繼承葉氏企業，兼任老順記各企業的聯號董事長。葉氏在上海自建私人花園洋房葉家花園，消費20萬兩銀，佔地120畝，稱為「上海夜花園」。1933年，葉氏將洋房捐獻給「澄衷肺病療養院」作為慈善事業。在葉氏義莊內，還附設洋龍救火會、牛痘局，私人墓園改作公益的蓬萊公墓。

## 外部參考
- 葉貽銓